# Noordelijke wenkbrauwvliegenpikker
De noordelijke wenkbrauwvliegenpikker (Nesotriccus murinus incomtus synoniem: Phaeomyias murina incomta) is een zangvogel uit de familie Tyrannidae (tirannen). De vogel werd in 1860 door de Duitse vogelkundigen Jean Cabanis en Ferdinand Heine beschreven als aparte soort. Volgens de  South American Classification Committee (SACC) en de IOC World Bird List is dit een ondersoort van de wenkbrauwvliegenpikker.